# Sericosema immaculata
Sericosema immaculata là một loài bướm đêm trong họ Geometridae.